# SeSam
SeSAm (ang. Shell for Simulated Agent Systems) — standardowe środowisko dla modelowania i eksperymentowania z symulacjami agentowymi.
Autorzy systemu skoncentrowali się na budowie środowiska dla prostych konstrukcji kompletnych modeli. Agenci składają się z ciała, które zawiera zbiór zmiennych i zachowanie, które jest implementowane w formie diagramów UML. Czynności są widoczne jako proste skrypty. Akcje i warunki mogą być budowane z dużej liczby prostych bloków. Użytkownik jest w stanie projektować wizualnie symulacje bez programowania w tradycyjnym języku. Funkcje użytkownika, zmienne i funkcje systemy oraz zdefiniowane przez użytkownika typy danych umożliwiają konstrukcję bloków wyższego poziomu. W systemie znajdziemy także komponent do ewolucyjnej adaptacji parametrów. Symulacje są uruchamiane w tym samym środowisku. Dynamizm symulacji można obserwować w formie animacji lub konfigurowalnych, autonomicznie aktualizowanych krzywych. Jako że są dostępne dowolnie konfigurowalne narzędzia do zbierania danych i w możliwość skryptowego konstruowania środowisk symulacji, SeSam jest przydatnym narzędziem do masowych symulacji (ang. MAS simulation), szczególnie dla kompletnych modeli z elastycznym zachowaniem agentów i interakcjami.
SeSAm jest rozwijany przez Universität Würzburg i rozpowszechniany bez pobierania opłat.